# Norbert Dickel
Norbert Dickel (ur. 27 listopada 1961 w Bad Berleburg) – niemiecki piłkarz występujący na pozycji napastnika.

## Kariera
Profesjonalną karierę zaczynał w klubie Sportfreunde Siegen, skąd w 1984 roku przeniósł się do 1. FC Köln. Przez dwa lata gry w klubie z Kolonii zagrał w 33 spotkaniach i zdobył 5 bramek. Wkrótce potem trafił do Dortmundu, gdzie wraz ze sprowadzonym z Borussii Mönchengladbach Frankiem Millem miał stworzyć atak godny Bundesligi. I tak też się stało. Już w pierwszym sezonie gry Norbert w 32 spotkaniach zdobył 20 bramek, a partnerujący mu w ataku Frank 17 bramek w 31 spotkaniach. Kibice Borussii byli zachwyceni, miał zastąpić odchodzącego do znienawidzonego rywala FC Schalke 04 Jürgena Wegmanna, a okazało się, że jest od niego lepszy.

### Kontuzja
Norbert szybko został ulubieńcem kibiców. W ciągu 3 lat, w 84 występach zdobył 38 bramek, jednak jedno wydarzenie przerwało świetnie zapowiadającą się karierę 29 latka. Okazało się, że finałowy mecz o Puchar Niemiec z Werderem Brema będzie jednym z jego ostatnich meczów w karierze. Dwie bramki doprowadziły do ekstazy widzów, jednak feralna kontuzja z 77 minuty meczu wprawiła tych samych kibiców w konsternację. Próbował jeszcze podnieść się po tym tragicznym wydarzeniu, jednak zdołał tylko 6 razy zagrać w meczu Borussii. Ostatni mecz w karierze zagrał z Fortuną Düsseldorf, w 90 minucie zaliczając bramkę dającą BVB remis. Jak na ironię w jego miejsce przyszedł z Bayernu Monachium Jürgen Wegmann, którego 3 lata wcześniej zastąpił.

## Radio BVB
Po zakończeniu kariery piłkarskiej zaczął pracować jako spiker na Westfalenstadion. Dziś wraz z Borisem Rupertem zajmuje się prowadzeniem audycji internetowego radia BVB, w którym komentuje na żywo mecze rozgrywane przez żółto-czarnych. 24 października 2006 jego audycji słuchało 92,835 ludzi, co stanowi rekord.
Do dziś na trybunach Westfalenstadion słychać piosenkę o Norbercie, którą ułożono po jego bramkach w pamiętnym finale: "Śpiewamy Norbert, Norbert, Norbert Dickel. Wszyscy znamy go jako bohatera z Berlina".

## Kluby
- SV Netphen,
- SF Edertal,
- Sportfreunde Siegen
- 1. FC Köln (1984–86)
- Borussia Dortmund (1986–1990)

## Statystyki
- 2 mecze w reprezentacji olimpijskiej.
- 1 mecz w reprezentacji u-21, 2 bramki.
- Finalista Pucharu UEFA
- Zdobywca Pucharu Niemiec.
- 123 mecze i 45 bramek w Bundeslidze (w tym 90 meczów, 40 bramek dla BVB)